# براندون وركمان
براندون وركمان (بالإنجليزية: Brandon Workman) هو لاعب كرة قاعدة أمريكي، ولد في 13 أغسطس 1988 في أرلينغتون في الولايات المتحدة.

## وصلات خارجية
- براندون وركمان على موقع دوري كرة القاعدة الرئيسي (الإنجليزية)
- براندون وركمان على موقعبيزبول رفرنس.كوم (الدوري الرئيسي) (الإنجليزية)
- براندون وركمان على موقعبيزبول رفرنس.كوم (الدوري الثانوي) (الإنجليزية)
- براندون وركمان على موقع إي إس بي إن.كوم (أم.أل.بي) (الإنجليزية)
- براندون وركمان على موقع مشجعي الرسوم البيانية (الإنجليزية)